# 어상천로
어상천로(Eosangcheon-ro)
는 충청북도 단양군 가곡면 가대교삼거리에서 강원특별자치도 영월군 남면을 도로이다.

## 주요 경유지
충청북도
- 단양군 (가곡면 . 어상천면)

강원특별자치도
- 영월군 (남면)

## 노선 경로
| 이름         | 접속 노선                     | 소재지 | 소재지   | 비고                    |
| ------------ | ----------------------------- | ------ | -------- | ----------------------- |
| 가대교삼거리 | 국도 제59호선 (남한강로)      | 단양군 | 가곡면   |                         |
| 가대교       |                               | 단양군 | 가곡면   |                         |
| 가대2교      |                               | 단양군 | 어상천면 |                         |
| 심곡삼거리   | 연곡심곡로                    | 단양군 | 어상천면 |                         |
| 임현삼거리   | 지방도 제522호선 (별망만종로) | 단양군 | 어상천면 | 지방도 제522호선과 중복 |
| (이름없음)   | 매포어상천로                  | 단양군 | 어상천면 | 지방도 제522호선과 중복 |
| (이름없음)   | 매포어상천로                  | 단양군 | 어상천면 |                         |
| 대전1교      |                               | 단양군 | 어상천면 |                         |

## 주요 건물 및 시설
- 어상천면행정복지센터 (어상천로 928/임현리 446)
- 어상천초등학교 (어상천로 930/임현리 456-1)
- 어상천우체국 (어상찬로 931/임현리 441-3)
- 농협 단양소백농협 어상천지점 (어상천로 950/임현리 464-1)
- 농협 단양소백농협하나로마트 어상천점 (어상천로 950/임현리 464-1)
- 어상천치안센터 (어상천로 956/임현리 466)
- GS칼텍스 녹연주유소 (어상천로 982/임현리 1158-5)